# 埃森斯
埃森斯是德国下萨克森州的一个市镇。总面积21.68平方公里，总人口6959人，其中男性3213人，女性3746人（2011年12月31日），人口密度321人/平方公里。